# コンコルディア (小惑星)
コンコルディア (58 Concordia) は、小惑星帯に位置するC型小惑星である。1860年3月24日にドイツの天文学者、ロベルト・ルター (Karl Theodor Robert Luther) によりデュッセルドルフで発見された。ローマ神話の調和の女神コンコルディアにちなみ命名された。
2009年12月に茨城県から岡山県にかけての地域で掩蔽が観測された。